# Sarcotoechia villosa
Sarcotoechia villosa är en kinesträdsväxtart som beskrevs av Sally T. Reynolds. Sarcotoechia villosa ingår i släktet Sarcotoechia och familjen kinesträdsväxter. Inga underarter finns listade i Catalogue of Life.